# Svetlana Karpinskaja
Svetlana Karpinskaja (Leningrado, 16 settembre 1937 – San Pietroburgo, 28 febbraio 2017) è stata un'attrice sovietica.

## Filmografia parziale

### Attrice
- Devuška bez adresa (Девушка без адреса), regia di Ėl'dar Aleksandrovič Rjazanov (1957)
- Poddubenskie častuški, regia di Gerbert Rappaport (1957)
- Komandirovka, regia di Jurij Egorov (1961)
- Zdes' naš dom (Здесь наш дом), regia di Viktor Fёdorovič Sokolov (1973)
- Carevič Proša (Царевич Проша), regia di Nadežda Nikolaevna Koševerova (1974)

## Premi
- Artista onorato della RSFSR
- Artista del popolo della Federazione Russa
- Medaglia dell'ordine al merito per la Patria